# HD 160933
HD 160933，又名BD+69 933，SAO 17572、HR 6598，是一颗恒星，视星等为6.42，位于銀經100.04，銀緯31.79，其B1900.0坐标为赤經17h 37m 31s，赤緯+69° 31.79′ 56″。